# Campeonato Mundial de Ginástica Artística de 1905
O II Campeonato Mundial de Ginástica Artística transcorreu entre os dias 22 e 23 de abril de 1905, na cidade de Bordeaux, França.
Seu sistema de disputas fora semelhante ao da edição anterior: participação exclusiva masculina e, dessa vez, com três provas individuais por aparelhos.

## Eventos
- Equipes
- Individual geral
- Barras paralelas
- Barra fixa
- Cavalo com alças

## Medalhistas
Masculinos
| Evento           | Ouro | Prata                                                                       | Bronze |
| Equipes          | Georges Dejaeghere · Lucien Démanet · Marcel Lalu · Daniel Lavielle · Josef Martinez · Pierre Payssé · França · (990,000) | F.J.W. Lambert · J.H. Reeder · J.H.A.G. Schmitt · Países Baixos · (914,750) | Jean de Hoe · Paul Mangin · Auguste van Ackere · Albert van de Roye · Leon van de Roye · Vital Verdickt · Bélgica · (906,750) |
| Individual geral | Marcel Lalue · França · (185,500)                                                                                         | Daniel Lavielle · França · (184,250)                                        | Lucien Démanet · França · (179,250)                                                                                           |
| Barra fixa       | Marcel Lalue · França · (36,000)                                                                                          | Josef Martinez · França · (35,750)                                          | Pierre Payssé · Lucien Démanet · França · (20,500)                                                                            |
| Cavalo com alças | Georges Dejaghère · França · (34,750)                                                                                     | Daniel Lavielle · França · (34,500)                                         | Lucien Démanet · França · (33,750)                                                                                            |
| Barras paralelas | Josef Martinez · França · (33,500)                                                                                        | Marcel Lalue · França · (-)                                                 | Pierre Payssé · França · (32,750)                                                                                             |

## Quadro de medalhas
| Ordem | País          |   |   |   |    |
| 1     | França        | 6 | 3 | 5 | 14 |
| 2     | Países Baixos | 0 | 1 | 0 | 1  |
| 3     | Bélgica       | 0 | 0 | 1 | 1  |
| TOTAL | TOTAL         | 6 | 4 | 6 | 16 |